# WDR-Studio Düsseldorf

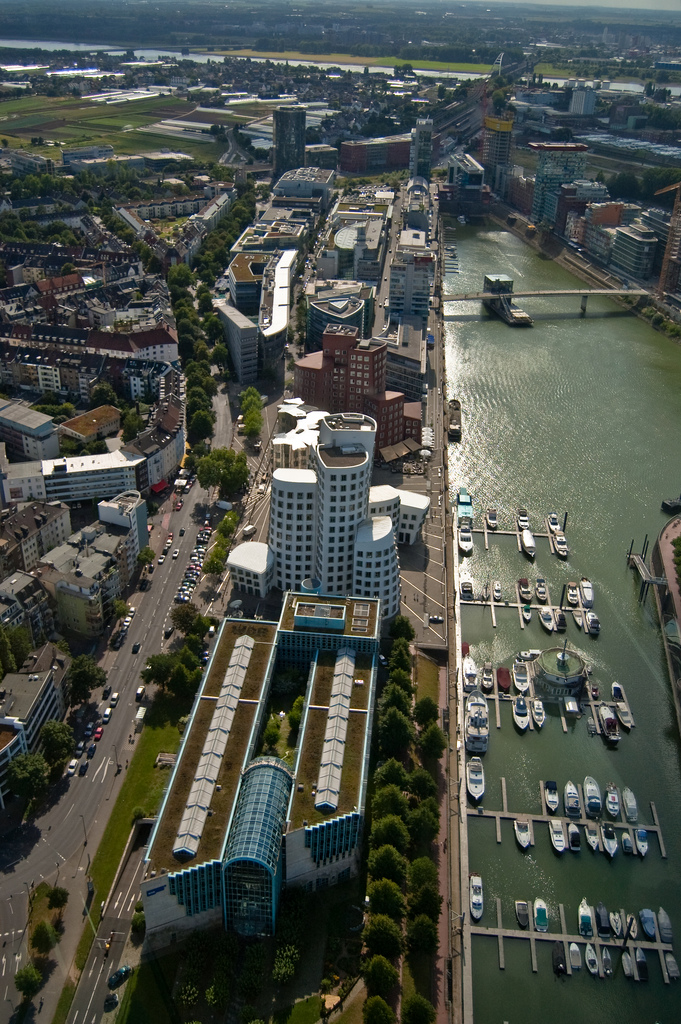
Das Funkhaus Düsseldorf im Vordergrund und der Medienhafen vom Rheinturm aus gesehen

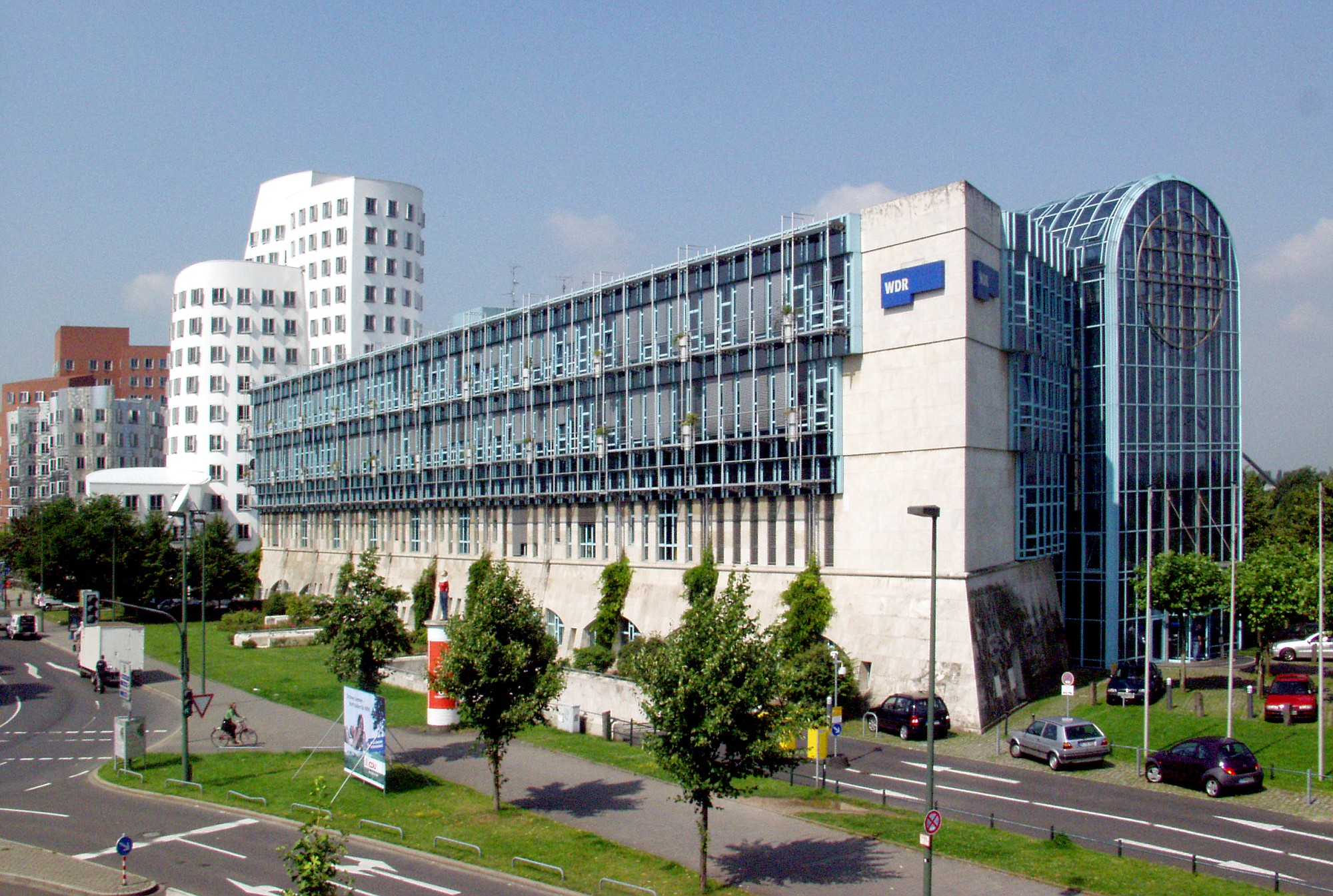
Ansicht des Funkhauses an der Stromstraße

Das am 2. Mai 1991 eröffnete WDR Studio Düsseldorf ist das größte der elf Regionalstudios des Westdeutschen Rundfunks im Land Nordrhein-Westfalen. Das Studio übernimmt für die Landesrundfunkanstalt die Aufgabe der Berichterstattung aus Düsseldorf und der Region. Es liegt im Regierungsviertel in der Nachbarschaft von Rheinturm, Landtag und der Staatskanzlei des Landes Nordrhein-Westfalen mit dem Büro des Ministerpräsidenten.

## Regionale Zuständigkeit
Das WDR Studio Düsseldorf ist für die Berichterstattung aus den Städten und Gemeinden der Regionen Mittlerer Niederrhein und Niederbergisches Land mit den Städten Krefeld, Mönchengladbach, Viersen, Neuss, Düsseldorf, Langenfeld und Mettmann zuständig. Neben dem Studio in Düsseldorf betrieb der WDR bis 2007 ein Regionalbüro in Kleve. Ab 2007 wurde über ein neues WDR-Studio in Duisburg gesendet. Von hier werden Berichte über den Niederrhein sowie bis 2007 die Kreise Kleve und Wesel zusammengestellt, die über das Studio in Düsseldorf ausgestrahlt werden. Das Büro Kleve wird bis heute weiterhin als Hörfunk-Büro geführt. Der Büroleiter ist Ludger Kazmierczak (Stand: März 2020).

## Produktion
Für das WDR-Fernsehen werden momentan das landespolitische Magazin Westpol und die Lokalzeit mit dem Regionalprogramm aus Düsseldorf produziert. Bis 2019 wurden die Nachrichtensendungen des WDR in Düsseldorf produziert. Zu den aktuellen Moderatoren des lokalen „Fensterprogramms“ Lokalzeit Düsseldorf gehören Petra Albrecht, Jens Krepela und Laura Rohrbeck. Im Studio wurden auch Daheim und Unterwegs sowie Live nach neun produziert, die im Sender Das Erste ausgestrahlt wird.
Für den WDR-Hörfunk wird die Sendung Westblick mit dem Schwerpunkt Landespolitik aufgenommen.
Das Studio nimmt am Programmaustausch der ARD teil und erstellt Beiträge für die Tagesschau.
Im Jahr 2013 wurde die Produktionstechnik des Fernsehstudios modernisiert.
Ab Mitte des Jahres 2020 sollte auch die ZDF-Sendung Volle Kanne im Studio produziert werden. Auch die Redaktion der Sendung sollte ins WDR-Landesfunkhaus ziehen. Wegen der COVID-19-Pandemie hatte sich der finale Umzug auf Anfang 2022 verschoben. Ab 31. Januar 2022 sendet Volle Kanne aus dem neuen Studio.

## Architektur
Das Portal des Gebäudes wurde in Anlehnung an den Volksempfänger aus den frühen Tages des Rundfunks gestaltet. Architekt ist Christoph Parade.